# آرثر سيوارد
آرثر سيوارد (بالإنجليزية: Arthur Seward)‏ (27 أبريل 1876 – 10 مارس 1950) هو ملاكم أمريكي راحل، مثّل بلاده في الألعاب الأولمبية الصيفية 1904.

## وصلات خارجية
آرثر سيوارد على موقع أوليمبيديا (الإنجليزية)